# Folk rock medieval
Folk rock medieval es un subgénero musical del rock y del folk rock, originado en las décadas de 1960 y 1970 y popularizado en Alemania, Inglaterra y Francia. Está totalmente enfocado en la música medieval, en la música renancentista, música barroca y de temática especialmente de los orígenes de la Edad Media y el Medievalismo.[cita requerida]
Algunas de las influencias del folk rock medieval han impactado e influenciado a otros subgéneros, como el rock progresivo y el folk progresivo, inclusive al heavy metal y se ha notado influencias en la escena del darkwave.[cita requerida]

## Algunos artistas
- Blackmore's Night[2]
- Gryphon
- Melnitsa
- Pentangle
- Schandmaul
- Third Ear Band
- Tri Yann